# میتزی گینور
میتسی گینور (انگلیسی: Mitzi Gaynor؛ زادهٔ ۴ سپتامبر ۱۹۳۱ – درگذشتهٔ ۱۷ اکتبر ۲۰۲۴) هنرپیشه و خواننده اهل ایالات متحده آمریکا بود. از فیلم‌های او می‌توان به بسته غیرمنتظره اشاره نمود.
میتسی گینور در ۱۷ اکتبر ۲۰۲۴، در سن ۹۳ سالگی درگذشت.

## بخشی از فیلمشناسی
از فیلم‌ها یا برنامه‌های تلویزیونی که میتسی گینور در آن نقش داشته‌است می‌توان به آثار زیر اشاره کرد.
- سگ‌های شکاری برادوی
- بسته غیرمنتظره
- دختران
- آرام جنوبی
- ما متأهل نیستیم!
- هیچ شغلی مثل نمایش نیست
- آسمان آبی من
- برای عشق یا پول